# Kanyakumari (dystrykt)

Dystrykt Kanyakumari na mapie stanu Tamilnadu

Kanyakumari – jeden z dystryktów stanu Tamilnadu (Indie). Od północy i wschodu graniczy z dystryktem Tirunelveli, od południa z Oceanem Indyjskim, od zachodu ze stanem Kerala. Na terenie dystryktu Kanyakumari leży najdalej na południe wysunięty punkt Indii. Stolicą dystryktu Kanyakumari jest miasto Nagercoil.